# رأس ثلاث نقاط
```
بالإنجليزية 
Cape Three Points
 و
(
بالفرنسية
: 
Cap Trois Points
)‏
```

يشكل راس ثلاث نقاط الطرف الجنوبي من غانا ، ويقع بين قرية ديكسوف الساحلية ومدينة برينس تون، غانا . يعرف رأس ثلاث نقاط باسم «الأرض الأقرب إلى أي مكان» لأنها الأرض الأقرب لموقع في البحر والذي يقع عند خط عرض 0 وخط طول 0 و ارتفاع 0 م (تبلغ المسافة حوالي 570 كم). يمثل الطرف الغربي لخليج غينيا . و يشتهر راس ثلاث نقاط بالمنارة التي بناها البريطانيون أولها في عام 1875 كمساعدة ملاحية للسفن التجارية المبحرة عبر خليج غينيا  و أصبح الهيكل الأصلي منذ ذللك تم الانتهاء من المنارة الكبرى في عام 1925 ولا تزال تعمل حتى اليوم .

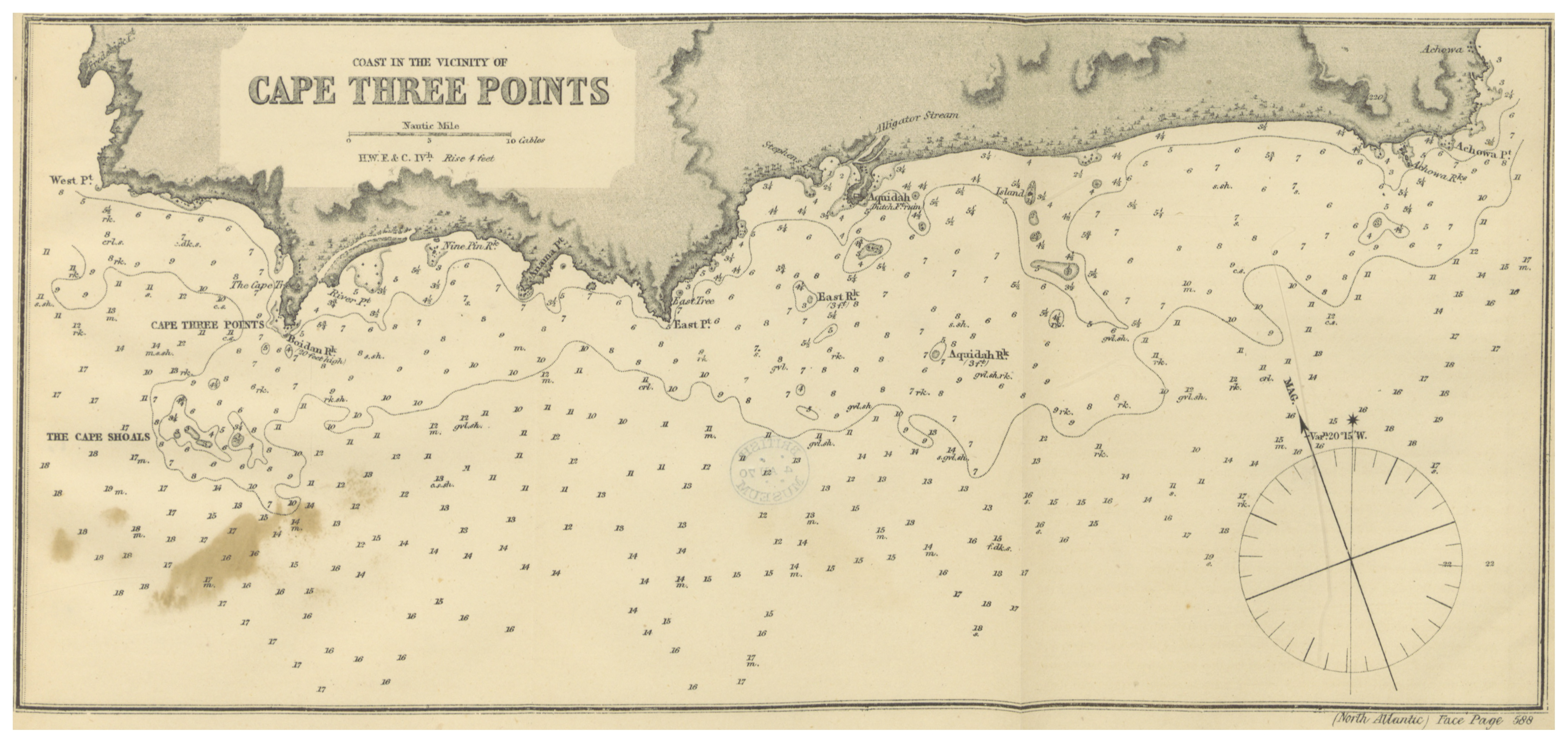
مخطط بحري لرأس ثلاث نقاط (1869)

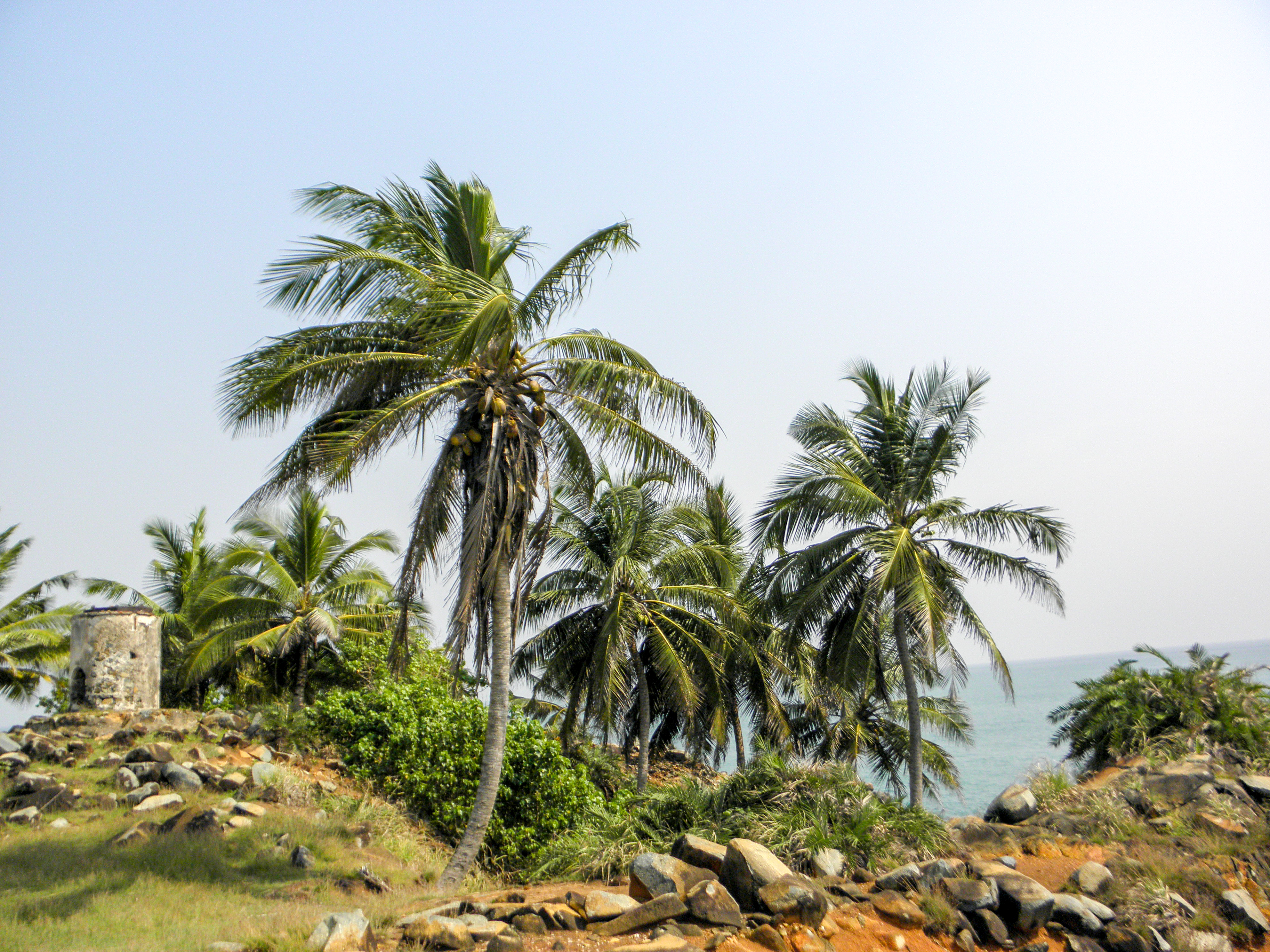
رأس ثلاث نقاط وخراب المنارة القديمة.